# Czeladź Mała
Czeladź Mała (dawn. Czeladź) – wieś w Polsce położona w województwie dolnośląskim, w powiecie górowskim, w gminie Jemielno.

## Podział administracyjny
W latach 1975–1998 miejscowość administracyjnie należała do województwa leszczyńskiego.

## Demografia
Czeladź Mała jest najmniejszą miejscowością gminy Jemielno. Według Narodowego Spisu Powszechnego posiadała 25 mieszkańców (III 2011 r.).